# Кита (река, Хонсю)
Китагава (яп. 北川 китагава) — река в Японии на острове Хонсю. Протекает по территории префектур Сига и Фукуи.
Исток реки находится под горой Сандзюсанген (三十三間山, высотой 842 м), на границе префектур Сига и Фукуи, и течёт среди гор на юг. После впадения в неё притока Самукадзе Китагава поворачивает на северо-запад, после чего, объединившись с реками Тоба (в Вакаса), Ноги и Оню (в Обама), впадает в Японское море (залив Вакаса).
Длина реки составляет 30,3 км, на территории её бассейна (210,2 км²) проживает около 21 тыс. человек. Согласно японской классификации, Китагава является рекой первого класса.
Около 83 % бассейна реки занимает природная растительность, около 13 % — сельскохозяйственные земли, около 4 % застроено.
Уклон реки в верховьях составляет около 1/30, в среднем течении — 1/120-1/390, в низовьях — 1/790. Среднегодовая норма осадков в верховьях реки составляет около 2400—2600 мм в год, в низовьях около 2200—2400 мм в год.
В XX веке крупнейшие наводнения происходили в 1953, 1959 и 1965 годах. Во время наводнения 1953 года 53 человека погибло или пропало без вести, 4080 домов было затоплено, в 1965 году погибло 6 человек и было затоплено 1562 домов.